# Air Atlanta Icelandic
Air Atlanta Icelandic è una compagnia aerea charter e cargo con sede a Kópavogur, Islanda. È specializzata in leasing di aerei con la modalità wet lease sia per voli cargo che passeggeri; inoltre si occupa di servizi charter per i tour operator islandesi. La sua base logistica è l'aeroporto di Keflavík.

## Storia
La compagnia aerea venne fondata il 10 febbraio 1986 dal comandante Arngrimur Johannsson e da sua moglie, Thora Gudmundsdottir. Iniziò ad operare nel 1986. Il suo primo contratto arrivò quando Caribbean Airways aveva affittato un Boeing 707-320 per i suoi voli da Londra a Barbados. Nel 1988, la compagnia aerea noleggiò aerei per Air Afrique da utilizzare durante i viaggi di pellegrinaggio dell'Hajj. Questo sarebbe diventato in seguito una parte importante della struttura di Air Atlanta Icelandic. Sudan Airways e Lufthansa sono state tra le altre compagnie aeree che hanno beneficiato del noleggio di aerei passeggeri da Air Atlanta Icelandic durante la fine degli anni '80, così come Finnair, che prese in leasing un Boeing 737 dalla compagnia islandese.
Nel 1991, Air Atlanta Icelandic fu in grado di trasportare i passeggeri con il proprio nome. Il primo volo fu con un Lockheed L-1011-500. Più tardi, nel 1992, Air Atlanta Icelandic partecipò al trasporto aereo delle forze di pace delle Nazioni Unite, portando i rappresentanti delle Nazioni Unite dall'ex Jugoslavia in Nigeria e Francia.
Nel 1993 arrivò il primo Boeing 747 e Saudia divenne una delle prime compagnie aeree a noleggiarlo, anche per i voli dell'Hajj. Dopo aver firmato un contratto con Samvinn Travel, Air Atlanta Icelandic iniziò a operare anche voli charter nazionali. Più tardi, nel 1993, un volo da Phnom Penh a Bangkok fu lanciato utilizzando un Boeing 737-200.
Nel 1994, Air Atlanta Icelandic aveva ottenuto i diritti per operare servizi da molti altri paesi, compresi gli Stati Uniti, da cui aveva un volo verso la Colombia; e le Filippine, da dove era consentito operare voli charter nazionali. In quel periodo iniziò a offrire voli all'interno dell'Europa, con il primo in Portogallo.
Nel 1996, una coppia noleggiò un Lockheed L-1011-500 di Air Atlanta per organizzare un matrimonio nel cielo. La coppia e gli invitati al matrimonio poterono assistere a un volo sul circolo polare artico mentre il matrimonio era celebrato all'interno del jet.
Il 1997 vide l'arrivo di contratti con compagnie aeree come Britannia Airways e Iberia, che avrebbero utilizzato un aereo Air Atlanta per le rotte dall'aeroporto Barajas di Madrid all'aeroporto internazionale José Martí dell'Avana e in altri punti dei Caraibi. Quell'anno vide anche l'arrivo del primo Boeing 747SP della compagnia, che sarebbe stato successivamente utilizzato da funzionari governativi, squadre sportive, The Rolling Stones e altri.
Nel 1998, Air Atlanta Icelandic noleggiò aerei per British Airways. Nel 1999, Magnus G. Thorstenn fu nominato nuovo CEO dell'azienda. Air Atlanta divenne una compagnia aerea interamente composta da wide body nel 1999 quando vendette l'ultimo dei suoi Boeing 737. Nel 2000, Air India entrò a far parte dell'elenco crescente di compagnie aeree che noleggiavano aerei da Air Atlanta.
Nel 2003, Air Atlanta Icelandic si espanse nel Regno Unito con la sua controllata, Air Atlanta Europe, che gestiva Boeing 747 ad-hoc, charter e per il tour operator Travel City Direct.
Nel marzo 2004, la società acquisì una partecipazione del 40,5% nella compagnia aerea charter britannica Excel Airways. Tale quota aumentò successivamente al 76,9%. Nel gennaio 2005 venne formato il gruppo Avion, e Air Atlanta Icelandic e Islandsflug si fusero sotto il marchio Air Atlanta Icelandic.
Nel 2005, il gruppo Avion acquisì Eimskip, una delle principali società di trasporto marittimo islandese, e Travel City Direct, un tour operator del Regno Unito. Nel 2006, il Gruppo Avion annunciò l'acquisto dell'intero capitale sociale emesso dalla compagnia aerea charter francese Star Airlines, la seconda compagnia aerea charter nel mercato francese. Star Airlines operava voli charter principalmente verso destinazioni in Africa, Medio Oriente e Mediterraneo, oltre a servizi regolari per Libano, Malé e città del Messico.
Nel giugno 2006, Air Atlanta Icelandic noleggiò un Boeing 747-200 alla Yangtze River Express per operare il trasporto merci sulla rotta Shanghai-Anchorage-Los Angeles.
Nell'ottobre 2006, il gruppo Avion cambiò il proprio nome in HF Eimskipafélag Íslands e allo stesso tempo vendette UK Leisure Group Excel e il 51% di Avion Aircraft Trading. Venne inoltre presa la decisione di unire Excel Airways e Air Atlanta Europe in un'unica compagnia aerea.
A metà del 2007, la compagnia aerea decise di spostare la sua attenzione sulle operazioni di trasporto aereo di merci. La compagnia aerea prevedeva di passare a un aereo cargo e licenziare la maggior parte del suo personale di volo.
Britflights ha annullato i piani per operare aerei da Air Atlanta Icelandic dal Regno Unito al Canada da giugno 2011, citando incertezze sul carburante.
Air Atlanta Icelandic ha operato due Boeing 747-400 per National Airlines nel 2011.
Nel dicembre 2015, tre ex Boeing 747-200 di Air Atlanta, con marche TF-ARH, TF-ARM e TF-ARN, sono stati segnalati abbandonati all'aeroporto Internazionale di Kuala Lumpur. Baldvin M. Hermannsson, vicepresidente senior delle vendite e del marketing di Air Atlanta, ha affermato che i tre velivoli erano appartenuti ad Air Atlanta, ma erano stati restituiti al loro proprietario nel 2010.
Nel 2016 la compagnia aerea ha fornito un Boeing 747-428 (registrazione TF-AAK) alla band heavy metal Iron Maiden per il The Book of Souls World Tour, che ha sostituito un Boeing 757 della Astraeus Airlines modificato come "Ed Force One". Il 12 marzo, l'aereo ha subito danni ai motori 1 e 2 durante il traino per il rifornimento a Santiago del Cile. L'entità del danno ha richiesto alla banda e al suo equipaggio di noleggiare ulteriori aeromobili per continuare a viaggiare attraverso l'Argentina e il Brasile mentre l'aereo era in attesa di riparazioni all'aeroporto internazionale di Santiago. Le riparazioni hanno comportato la sostituzione di entrambe le carenature e gli inversori dei motori; le operazioni furono completate il 20 marzo e l'aereo tornò al tour.
Nel 2021, Air Atlanta Icelandic ha riaperto la sua sussidiaria Air Atlanta Europe, per gestire una flotta di Boeing 777 passeggeri.
Nel 2025, Air Atlanta Icelandic aggiunge il primo Boeing 777-200ER.

## Flotta

### Flotta attuale

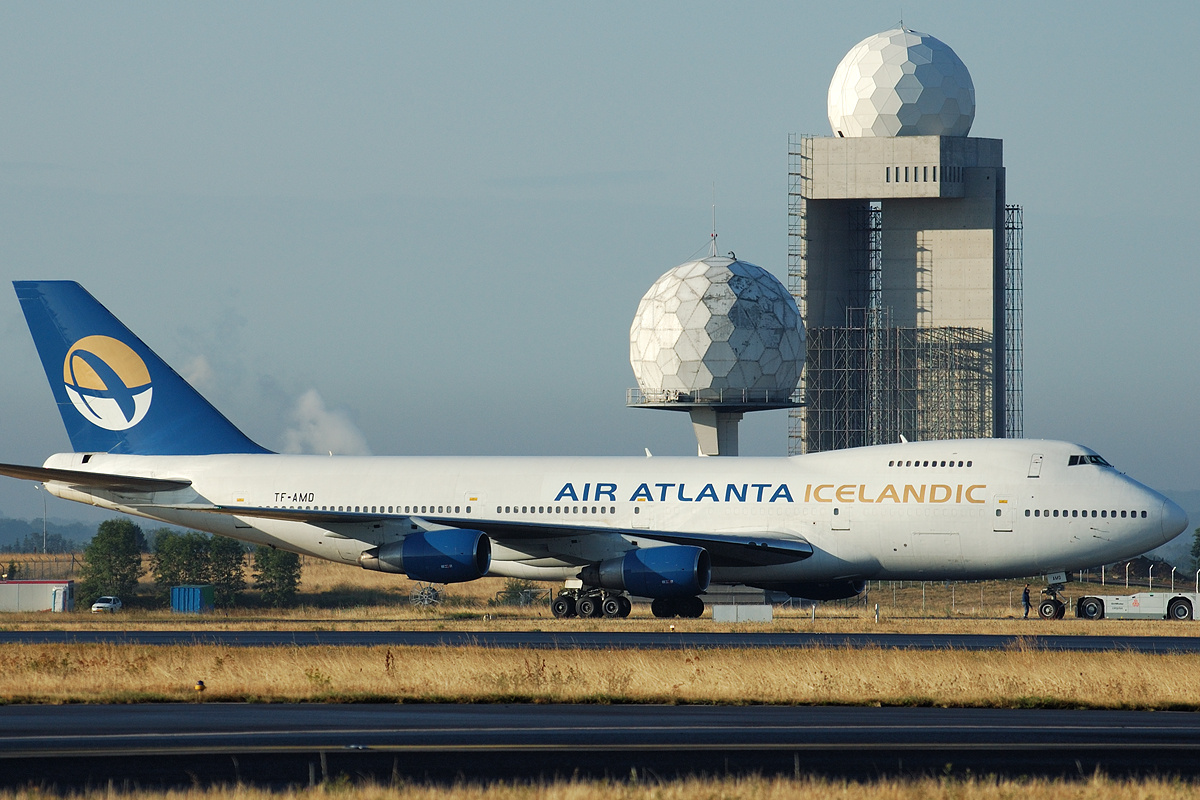
Un Boeing 747-200 passeggeri.

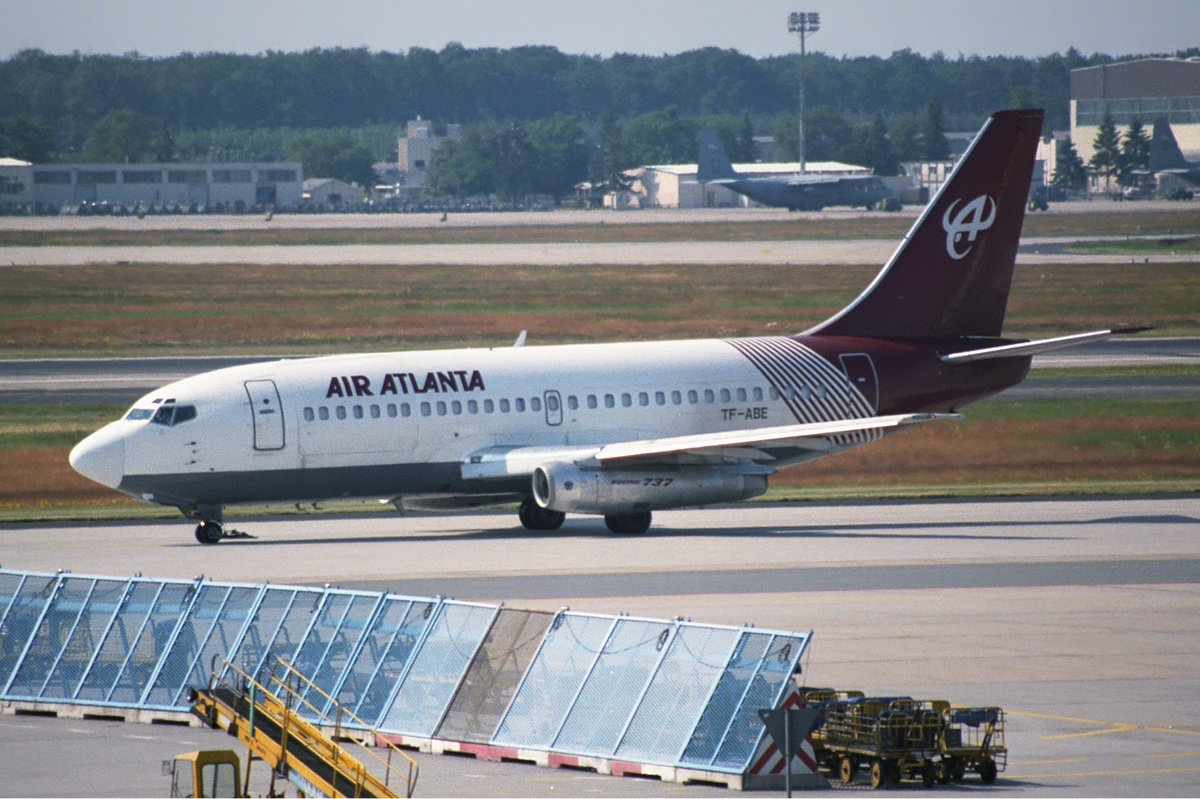
Un Boeing 737-200.

A febbraio 2025 la flotta di Air Atlanta Icelandic è così composta:

### Flotta storica
Air Atlanta Icelandic operava in precedenza con i seguenti aeromobili: